# マッキンリー郡 (ニューメキシコ州)
マッキンリー郡（McKinley County）は、アメリカ合衆国ニューメキシコ州にある郡。人口は7万2902人（2020年）。郡庁所在地はギャラップである。

## 地理
総面積は14,129 km² (5,455 mi² )。陸地面積は14,112 km² (5,449 mi²)で、水面積は17 km² (6 mi²)で全体の0.12%である。

### 近接する郡
- サンファン郡 (ニューメキシコ州) - 北
- サンドヴァル郡 (ニューメキシコ州) - 東
- シボラ郡 (ニューメキシコ州) - 南
- アパッチ郡 (アリゾナ州) - 西

### 主なハイウェイ
- 州間高速道路40号線
- en:U.S. Route 491 (formerly )
- New Mexico Highway 264
- New Mexico Highway 371
- New Mexico Highway 602

## 人口統計
以下は2000年国勢調査における人口統計データである。
基礎データ
- 人口: 74,798人
- 世帯数: 21,476世帯
- 家族数: 16,686家族
- 人口密度: 5/km² (14/mi²）
- 住居数: 26,718軒
- 住居密度: 2/km² (5/mi²)

人種別人口構成
- 白人: 16.39%
- アフリカン・アメリカン: 0.40%
- ネイティブアメリカン: 74.72%
- アジア人: 0.46%
- 太平洋諸島系:0.04%
- その他の人種: 5.47%
- 混血(2人種間以上の): 2.52%
- ヒスパニック・ラテン系: 12.40%

世帯と家族（対世帯数）
- 全世帯数: 21,476世帯
- 18歳未満の子供がいる:46.00%
- 結婚・同居している夫婦: 47.70%
- 未婚・離婚・死別女性が世帯主: 22.70%
- 非家族世帯: 22.30%
- 単身世帯: 19.50%
- 65歳以上の老人1人暮らし: 5.30%
- 平均構成人数
  - 世帯: 3.44人
  - 家族: 3.99人

年齢別人口構成
- 18歳未満: 38.00%
- 18-24歳: 9.70%
- 25-44歳: 27.80%
- 45-64歳: 17.60%
- 65歳以上: 6.90%
- 年齢の中央値: 27歳
- 性比（女性100人あたり男性の人口）
  - 総人口: 93.50人
  - 18歳以上: 89.30人

収入と家計
- 収入の中央値
  - 世帯: 25,005米ドル
  - 家族: 26,806米ドル
  - 性別
    - 男性: 26,963米ドル
    - 女性: 21,014米ドル
- 人口1人あたり収入: 9,872米ドル
- 貧困線以下
  - 対家族: 31.90%
  - 対人口: 36.10%
  - 18歳未満: 42.30%
  - 65歳以上: 31.50%

郡の一人当たりの収入は、アメリカで最も貧しい郡のうちの1つにあたる。またマッキンリー郡では、人口の45.75%がナバホ語を話し、続いて38.87%が英語で、9.03%がズニ語、5.72%がスペイン語を話す。

## 市と町
- ギャラップ
- Black Rock
- Brimhall Nizhoni
- Church Rock
- Crownpoint
- Crystal
- Nakaibito
- Navajo
- Pueblo Pintado
- Ramah
- Rock Springs
- Thoreau
- Tohatchi
- Tse Bonito
- Twin Lakes
- Yah-ta-hey
- Zuni Pueblo